# Orthosia carnipennis
Orthosia carnipennis är en fjärilsart som beskrevs av Butler 1878. Arten ingår i släktet Orthosia och familjen nattflyn. Inga underarter finns listade i Catalogue of Life. Typlokalen är Yokohama, och den förekommer i ett område som sträcker sig över nordöstra Kina, Korea och Japan.